# The Triffids
The Triffids was een folkrock- en countryband uit het West-Australische Perth, met als frontman de singer-songwriter David McComb. De band speelde van 1978 tot 1990 en trad wereldwijd op.

## Biografie
David McComb (17 februari 1962 – 2 februari 1999) was in 1978 een van de oprichters van de band en bleef in haar bestaan de frontman. Gedurende de jaren kende ze veel ledenwisselingen. De naam ontleenden ze aan het verfilmde boek The day of the triffids, dat in het Nederlands is verschenen als De triffids komen.
Frontman McComb was verder van groot belang als songwriter, met in de eerste twee jaar van het bestaan honderd eigen geschreven nummers op zijn naam. Met het werk brachten ze aan het begin verschillende albums op muziekcassette uit.
Nadat ze aan het eind van 1980 een competitie van het lokale radiostation 6NR wonnen, kwamen ze voor het eerst in de gelegenheid om een single uit te brengen, met de naam Stand up en op de B-kant Farmers never visit nightclubs.
Aan het eind van 1984 verliet de band haar eigen land en vestigde zich in Londen, waar de populariteit doorgroeide. Wel kwamen ze geregeld voor korte tijd terug naar Australië. Ze traden wereldwijd op, zoals in oktober 1985 tijdens het Futurama Festival in Deinze in België. In 1986 werken ze samen met de Schotse artiest Bill Drummond aan zijn soloalbum The Man. De band ging uiteen in 1990.
In 2006 herenigde Kunstencentrum BELGIE (Hasselt, B) de originele bandleden Allan MacDonald, Robert McComb, Martyn Casey, Jill Birt en Graham Lee. Na een verblijf van twee weken in Hasselt, samen met kinderen, vrienden en gastmuzikanten, mondde dit op 23 en 24 juni 2006 uit in de exclusieve tweedaagse 'The Triffids - In Remembrance of David McComb'. Met live concerten in originele bezetting, gastzangers, Q&A sessies, een expo en vertoningen van historisch beeldmateriaal. Mark Snarski (Jackson Code, AUS) en vriend-manager 'Handsome' Steve Miller vervolledigden het plaatje. En Domino Records presenteerde gelijktijdig in 2006 de eerste van een reeks reissue-cd’s: 'Born Sandy Devotional’. www.kunstencentrumbelgie.com/programma/concert/triffidsenglish.htm
Internationale aandacht herleefde, met events in Nederland, Engeland, Griekenland en thuisland Australië. In 2010 breidde Kunstencentrum BELGIE (Hasselt, B) uit met een groots vervolg. Op 16 en 17 februari 2010 in het Hasseltse pand Koloniale Waren, gevolgd door een after-event op op 18 februari. Voor deze driedaagse 'The Triffids, A Secret In The Shape Of A Song’ sloten bij de originele bezetting aan : Mick Harvey (AUS - Birthday Party / Bad Seeds), Warren Ellis (AUS. Nick Cave - Grinderman - The Dirty Three), Stef Kamil Carlens (B, Zita Swoon), The Blackeyed Susans (AUS), Melanie Oxley (AUS - backing vocals The Triffids), Chris Abrahams (AUS - The Necks) en andere. Gelijktijdig bracht Domino Records Londen ‘Come Ride With Me... Wide Open Road’ uit : een tiendelige Triffids Deluxe-box set. Een uitgave die het beste van The Triffids verzamelt, aangevuld met heel wat onuitgegeven materiaal en live-opnames. www.kunstencentrumbelgie.com/programma/concert/triffids09engels.htm
Tot in 2020 werkt Kunstencentrum BELGIE (Hasselt, B) mee aan 'Love In Bright Landscapes’. Een documentaire in regie van Jonathan Alley die focust op wijlen frontman en begenadigd songwriter David Mc Comb van The Triffids. www.kunstencentrumbelgie.com/programma/theater/opencircuitontourthetriffids.htm

## Bezetting
- David McComb, zang, gitaar, piano en bas (1978-1989)
- Allan MacDonald, zang, drum en percussie (1978-1980, 1982-1989)
- Byron Sinclair, bas (1978-1979, 1982)
- Phil Kakulas, zang en gitaar (1978-1979)
- Robert McComb, zang, viool, gitaar keyboard en percussie (1979-1989)
- Margaret Gillard, keyboard (1979-1982)
- Mark Peters, drum (1980-1981)
- Will Akers, bas (1980-1982)
- Martyn Casey, bas (1982-1989)
- Simon Cromack, percussie (1982-1983)
- Jill Yates, keyboard (1982)
- Jill Birt, zang en keyboard (1983-1989)
- Graham Lee, zang, gitaar, pedal steel en lap-steel (1985-1989)

## Discografie

### Cassettes
- 1978: Tape No. 1
- 1978: Tape No. 2
- 1979: Tape No. 3
- 1979: Tape No. 4
- 1980: Tape No. 5
- 1981: Tape No. 6
- 1981: Dungeon tape
- 1988: Son of dungeon tape
- 1981: Jack Brabham

### Ep's
- 1982: Reverie
- 1983: Bad timing and other stories
- 1984: Lawson square infirmary
- 1984: Raining pleasure
- 1985: Field of glass
- 1987: Peel sessions

### Albums
- 1983: Treeless plain
- 1986: Born sandy devotional
- 1986: In the pines
- 1987: Calenture
- 1989: The black swan

### Live- en verzamelalbums
- 1986: Love in bright landscapes
- 1990: Stockholm
- 1994: Australian melodrama
- 2008: Beautiful waste and other songs (Mini-masterpieces 1983-1985)
- 2010: Wide open road - The best of the Triffids
- 2010: Come ride with me... wide open road - deluxe-editie met 10 cd's

### Singles
| Jaar | Titel                     | Piekpositie | Piekpositie | Piekpositie | Album                 |
| Jaar | Titel                     | AUS         | NZ          | UK          | Album                 |
| ---- | ------------------------- | ----------- | ----------- | ----------- | --------------------- |
| 1981 | Stand up                  | -           | -           | -           | Triffids sixth        |
| 1982 | Spanish blue              | -           | -           | -           | -                     |
| 1984 | Beautiful waste           | -           | -           | -           | -                     |
| 1985 | You don't miss your water | -           | -           | -           | -                     |
| 1986 | Wide open road            | 64          | -           | 26          | Born sandy devotional |
| 1987 | Bury me deep in love      | 48          | 34          | -           | Calenture             |
| 1988 | Trick of the light        | 77          | -           | 73          | Calenture             |
| 1988 | Holy water                | -           | -           | -           | Calenture             |
| 1989 | Goodbye little boy        | 81          | -           | -           | The black swan        |
| 1989 | Falling over you          | -           | -           | -           | The black swan        |
| 2007 | Save what you can         | -           | -           | -           | -                     |